# Непогрешимость папы римского

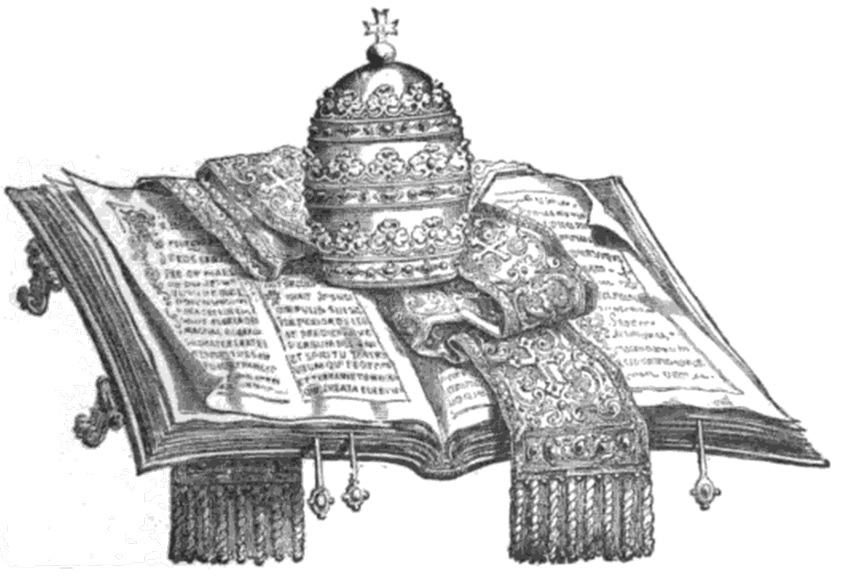
Иллюстрация папской непогрешимости в книге (1881, Lucas Caspar Businger)

Непогреши́мость па́пы ри́мского (лат. Infallibilitas — «неспособность заблуждаться») — догмат Римско-католической церкви, утверждающий, что, когда папа римский определяет учение церкви, касающееся веры или нравственности, провозглашая его ex cathedra (то есть, по учению РКЦ, как глава Церкви), он обладает непогрешимостью и ограждён от самой возможности заблуждаться. 
Как догмат Католической церкви папская непогрешимость, среди прочих атрибутов власти Римского епископа, была провозглашена в догматической конституции Pastor aeternus, принятой 18 июля 1870 года Ватиканским собором в условиях борьбы папства против Италии и в обстановке надвигающегося краха Папского государства, явившись идейной победой ультрамонтанской партии. Провозглашение догмата вызвало критику и отвержение со стороны иных христианских конфессий, а также критику и неприятие среди некоторых в самой Римской церкви. Идейным вождём критиков по существу внутри Католической церкви до и после Ватиканского собора был баварский католический священник Игнац Дёллингер; вождём партии выступавших по политическим соображениям против принятия догмата в ходе прений на самом соборе был венский кардинал Раушер; критиком по существу догмата на самом соборе выступал австро-венгерский епископ и политический деятель Йосип Штросмайер.
Во избежание неправильного понимания слова «непогрешимость», отнюдь не значащего «безгрешность», в официальных текстах на русском языке Католической церковью используется преимущественно термин «безошибочность». 

## История провозглашения догмата и его применение в Католической церкви

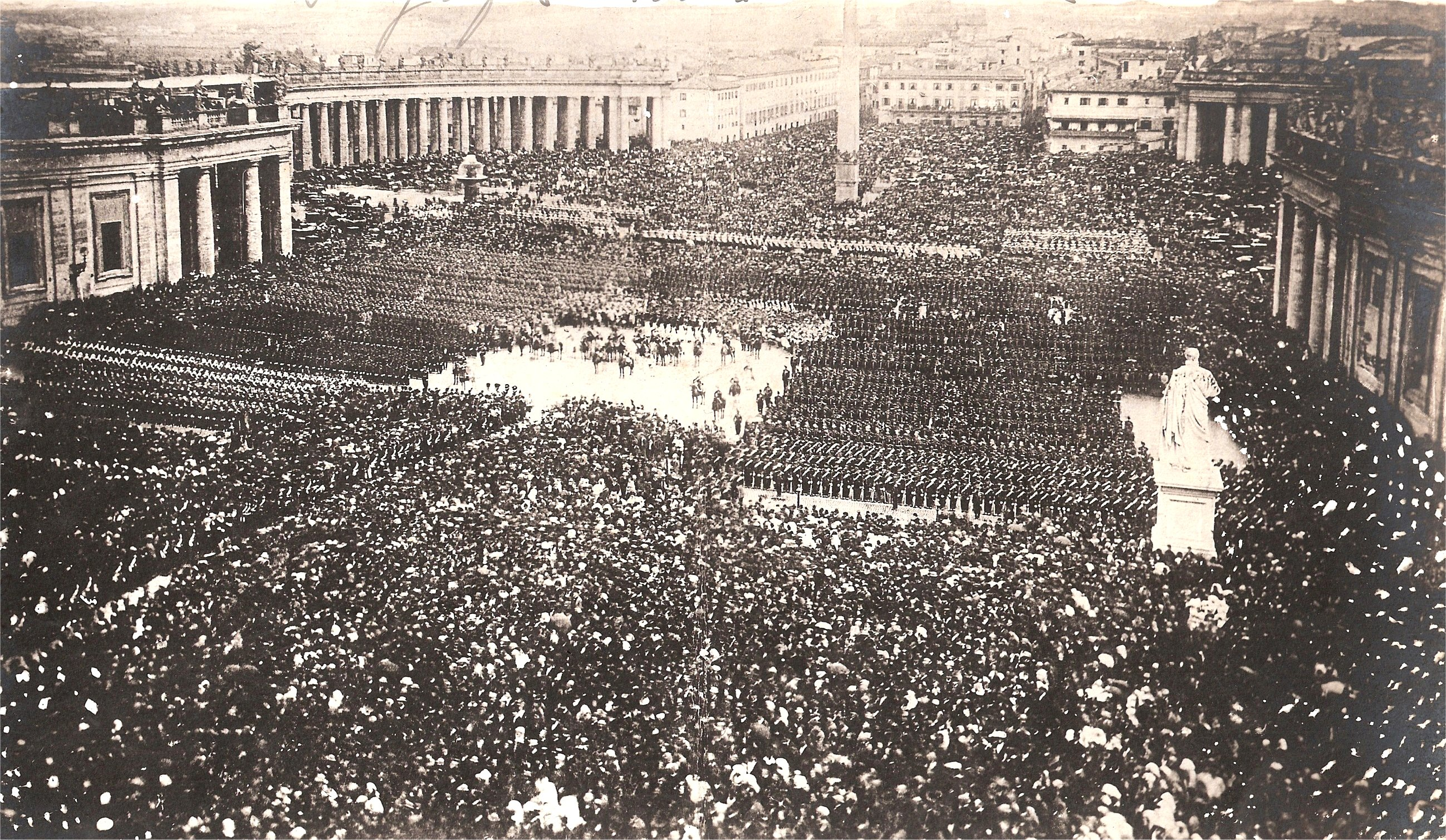
Пий IX благословляет свои войска последний раз, площадь Святого Петра, 25 апреля 1870

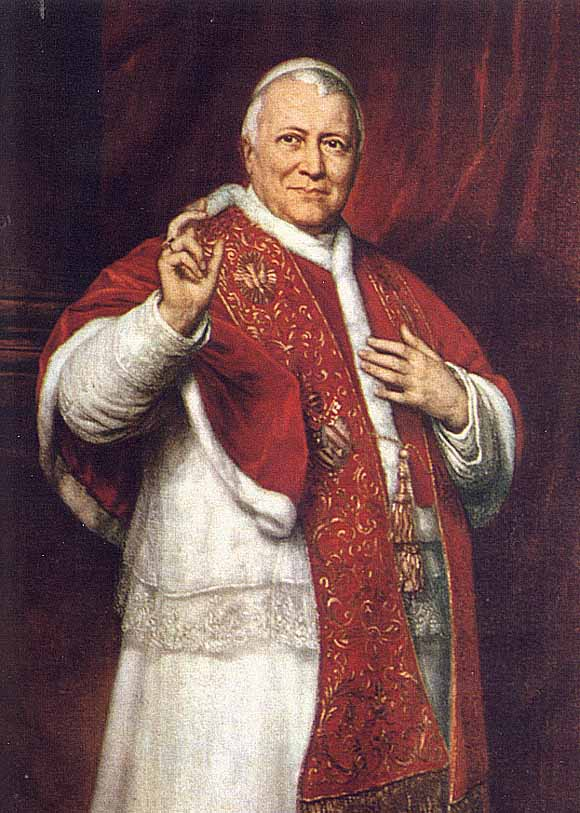
Пий IX (1846—1878), во время понтификата которого догмат о папской непогрешимости принят на Ватиканском соборе

В 1868 году, в ходе войны за объединение Италии, папа Пий IX созвал — впервые с 1563 года — собор, открывшийся в декабре 1869 года и прекративший заседания в сентябре 1870 года, в преддверии разгрома Папского  государства, положившего конец светской власти пап. 
Первоначально на соборе предполагалось рассмотреть, во-первых, католическое вероучение в связи с современным развитием науки и философии и, во-вторых, — сущность и организационную структуру церкви. Определения относительно католического учения о сущности Бога, Откровения и веры и об отношении веры и разума содержались в догматической конституции Dei Filius («Constitutio dogmatica de Fide Catholica»), единогласно принятой  собором и изданной папой 24 апреля 1870 года. Обсуждение догмата о Infallibilitas не предполагалось; однако вопрос был поставлен по настоянию партии ультрамонтан при одобрении папы, вызвав разногласия и острые споры как в прессе разных стран, так и среди участников собора: около одной пятой членов собора были первоначально против провозглашения догмата, опасаясь негативного его восприятия как среди некоторых верующих, так и со стороны правительств некоторых стран. В частности, бо́льшая часть немецких и австро-венгерских членов собора выступала против, полагая такой шаг политически несвоевременным.  
13 июля 1870 года при голосовании в пленарном заседании по целому проекту догматической конституции был подан 601 голос, из которых: 451 — placet («за»), 62 — placet juxta modum («условно за»), 88 — non placet («против»). Незадолго до следующего голосования, проводившегося 18 июля того же года, большое число епископов, выступавших против, покинуло Рим ввиду надвигающейся войны между Францией и Пруссией.
Догмат официально провозглашён в догматической конституции Pastor aeternus 18 июля 1870 года (433 голоса за и 2 против) наряду с утверждением «ординарной и непосредственной» власти юрисдикции понтифика во вселенской Церкви. Папа возглашал текст догмата при раскатах сильной грозы, разразившейся в тот момент над Римом.
В догматической конституции определены условия: произнесение ex cathedra, а не частное учительство, и сфера применения — суждения о вере и нравственности, вытекающие из истолкования Божественного Откровения. Догмат изложен от лица папы «с одобрения святого Собора» и представлен как согласное христианскому Преданию «богооткровенное» учение: «Когда Римский понтифик говорит ex cathedra, то есть когда он, исполняя свои обязанности пастыря и учителя всех христиан, в силу своей верховной апостольской власти определяет, что некоего учения о вере или нравственности должна придерживаться Вселенская Церковь, тогда с божественной помощью, обещанной ему в лице блаженного Петра, он обладает той непогрешимостью (infallibilitate), которой Божественный Искупитель благоволил наделить Свою Церковь при определении учения о вере или нравственности. Следовательно, такие определения Римского понтифика непреложны сами по себе (irreformabiles ex sese), а не из согласия Церкви» (заключительный абзац оригинального латинского текста догматической конституции Pastor aeternus: «CAPUT IV DE ROMANI PONTIFICIS INFALLIBILI MAGISTERIO <…> Itaque Nos traditioni a fidei Christianae exordio perceptae fideliter inhaerendo, ad Dei Salvatoris nostri gloriam, religionis Catholicae exaltationem et Christianorum populorum salutem, sacro approbante Concilio, docemus et divinitus revelatum dogma esse definimus: Romanum Pontificem, cum ex Cathedra loquitur, id est, cum omnium Christianorum Pastoris et Doctoris munere fungens, pro suprema sua Apostolica auctoritate doctrinam de fide vel moribus ab universa Ecclesia tenendam definit, per assistentiam divinam, ipsi in beato Petro promissam, ea infallibilitate pollere, qua divinus Redemptor Ecclesiam suam in definienda doctrina de fide vel moribus instructam esse voluit; ideoque eiusmodi Romani Pontificis definitiones ex sese, non autem ex consensu Ecclesiae irreformabiles esse. Si quis autem huic Nostrae definitioni contradicere, quod Deus avertat, praesumpserit; anathema sit.»).
Догмат о вероучительной непогрешимости папы был подтверждён в догматической конституции Lumen Gentium, принятой Вторым Ватиканским собором в ноябре 1964 года: «Caput III DE CONSTITUTIONE HIERARCHICA ECCLESIAEET IN SPECIE DE EPISCOPATU 18. <…> Quam doctrinam de institutione, perpetuitate, vi ac ratione sacri Primatus Romani Pontificis deque eius infallibili Magisterio, Sacra Synodus cunctis fidelibus firmiter credendam rursus proponit, et in eodem incepto pergens, doctrinam de Episcopis, successoribus Apostolorum, qui cum successore Petri, Christi Vicario(38) ac totius Ecclesiae visibili Capite, domum Dei viventis regunt, coram omnibus profiteri et declarare constituit.».
После принятия догмата папа римский только однажды воспользовался своим правом провозгласить новое учение ex cathedra: в 1950 году папа Пий XII провозгласил догмат о Вознесении Пресвятой Девы Марии.

## Реакция и отношение в других христианских церквях

### Критика и неприятие в Католической церкви
Вождём партии выступавших на Ватиканском соборе по принципиальным соображениям против принятия догмата был хорватский (австро-венгерский) епископ и политический деятель Йосип Штросмайер, который, по мнению лорда Актона, тесно общавшегося с партией противников догмата на соборе, был готов идти до конца в отстаивании несостоятельности позиции сторонников догмата. Другим видным противником догмата был немецкий епископ Гефеле. Кроме того, 1 января 1870 года лорд Актон писал, что венский кардинал Раушер распространил документ против предложений инфаллибилистов и выступал на соборе соответственно, был поддержан итальянским епископатом; но его позиция диктовалась соображениями политической тактики противодействия антицерковным силам.
Критиком с консервативных позиций до и после провозглашения догмата явился баварский католический священник Игнац Дёллингер, бывший идейным лидером старокатолического движения.

### Православие
Наряду с филиокве и догматом о непорочном зачатии Девы Марии догмат о папской непогрешимости был отвергнут священноначалием Православной церкви. Окружное послание, изданное в августе 1895 года и подписанное Вселенским патриархом Анфимом VII и Священным синодом, в частности, гласило: «<…> 18. <…> папская церковь, хотя уже и признающая подложность и искаженность тех постановлений, на которых основываются чрезмерные ее притязания, не только противится тому, чтобы возвратиться к канонам и определениям Вселенских соборов, но в исходе XIX столетия, увеличивая зияющую под нею пропасть, торжественно — к изумлению христианского мира — провозгласила римского епископа и непогрешимым. Православная восточная и кафолическая Христова Церковь, кроме неизреченно воплотившегося Сына и Слова Божия, не знает никого другого непогрешимого на земле, и сам апостол Пётр, преемником которого считает себя папа, трижды отрекся от Господа и два раза был обличаем апостолом Павлом в том, что неправо поступает в отношении к истине Евангелия (Гал. 2:11). <…> Вигилий осужден был в VI веке за неправоверие 5-м Вселенским собором; Гонорий же, впавши в ересь монофелитов, осужден был в VII веке 6-м Вселенским собором, как еретик, и следующие за ним папы признали и подтвердили его осуждение».

### Протестантизм
Протестанты, согласно принципу «sola scriptura», принципиально не приемлют в вопросах вероучения ничего, что превосходило бы авторитет Священного Писания, и только тогда допускают некоторую роль папской учительной власти на службе церковному единству в рамках экклезиологии общения, определяемой духом соборности, коллегиальности и субсидиарности.